# Xu Anqi
Xu Anqi (许安琪S, Xǔ ĀnqíP; Nanchino, 23 gennaio 1992) è una schermitrice cinese, specializzata nella spada.

## Palmarès
- Giochi olimpici:

Londra 2012: oro nella spada a squadre.
Rio de Janeiro 2016: argento nella spada a squadre.
- Mondiali

Catania 2011: argento nella spada a squadre.
Budapest 2013: argento nella spada a squadre.
Mosca 2015: oro nella spada a squadre e bronzo nella spada individuale.
Budapest 2019: oro nella spada a squadre.